# ثيودريك الثالث
ثيودريك الثالث (أو ثيودريتش أو ثيودوريك بالفرنسية، تييري) (حوالي 651-691) كان ملك نيوستريا (بما في ذلك بورجوندي) في مناسبتين (673 و675-691) وملك أستراسيا من 679 حتى وفاته عام 691. وهكذا، كان ملكًا لكل الفرنجة منذ عام 679. نجل كلوفيس الثاني وبالثيلد، وقد وُصِف بأنه دمية - عمدة القصر - لإبروين، الذي ربما يكون قد عينه دون دعم النبلاء.
خلف شقيقه كلوتير الثالث في نيوستريا عام 673، لكن تشيلديك الثاني من أستراسيا أزاحه بعد ذلك بوقت قصير حتى توفي عام 675 واستعاد ثيودريك عرشه. خاض حربًا ضد داجوبيرت الثاني. انتصرت قواته بقيادة إبروين في معركة لوكوفاو. عندما توفي داجوبيرت عام 679، أصبح ثيودريك ملكًا لأستراسيا أيضًا، وحد عوالم الفرنجة.
عقد هو وعمدة القصر النوستري، واراتون، السلام مع بيبين دي هيريستال، عمدة قصر أوستراسيا في عام 681. ومع ذلك عند وفاة واراتون في عام 686، شن العمدة الجديد بيرشار حربًا مع أستراسيا وهزم بيبين جيش بورغوندو-نيوستريان تحت قيادة بيرشار وثيودريك (نوستري) في معركة تيرتري في عام 687 مما مهد الطريق لهيمنة النمسا على الدولة الفرنجية.

## السيرة الشخصية
وُلد ثيودريك الثالث حوالي عام 651، وهو آخر أبناء الملك كلوفيس الثاني والملكة باتيلد. خلف شقيقه كلوتير الثالث عام 673.
لم يكن رئيس بلدية القصر، (إبروين)، بالإجماع بين الفرنجة، واندلعت مؤامرة ضد الرجلين. ثيودريك وإبرون مكسوان بالحنوت وإرسالهما إلى الأديرة. خلف ثيودريك شقيقه شيلديريك الثاني ملك أوستراسيا. بعد ذلك بعامين، اغتيل شيلديريك. تم استدعاء ثيودريك من دير سان دوني وأعلن ملكًا للفرنجة في سان كلاود. عندها غادر إبروين ديره وطالب بقاعة المدينة في قصر نيوستريا. يقود جيشا ضد رئيس بلدية القصر الجديد، ليوديسيوس. إنه فزع وهرب مع الملك ثيودريك. ثم استولى إبروين على السلطة ثم اغتال خصمه. ثم أعلن الملك الشاب كلوفيس ملك أوستراسيا، الذي يدعي أنه ابن الراحل كلوتير الثالث. نظرًا لأنه لم يتبع إلا القليل جدًا، فقد تخلى إبرون عن دعم كلوفيس الثالث واكتفى بلقب رئيس بلدية قصر نيوستريا. غفر ثيودريك لمستشاره السابق ويمنحه الصلاحيات الكاملة. في عام 678، عقد ثيودريك مجلسًا من الأساقفة لتقديم الأسقف ليجر من أوتون للمحاكمة، الذي اتهمه إبروين بقتل الملك شيلديريك الثاني. على الرغم من عدم وجود دليل ضده، إلا أن الأسقف منحط من قبل زملائه وحكم عليه بالإعدام من قبل الملك.
في عام 679 بعد وفاة رئيس بلدية قصر ولفوالد، ثار النمساويون بقيادة مارتن وبابين من هيرستال. يحشد إبروين وثيودريك جيشهما ويسحقان النمساويين في لوكوفاو. في عام 680، أدى اغتيال إبرون على يد إرمنفريد إلى التشكيك في قوة نيوستريا. اغتنم زعيم عائلة أوستراسين، بيبين دي هيرستال، الفرصة لتأسيس عمدة للقصر الودود في نيوستريا. واراتون. عند وفاة الأخير، في عام 685، سقطت دار البلدية في القصر في يد صهره بيرشاير (عمدة القصر). هذا قطع مع أستراسيا، وأعاد الاستقلال إلى نيوستريا. لكن بابين الثاني لا يقبل هذا ويطلق قواته ضد بيرشاير وثيودريك. هزمهم في 687 في معركة تيرتري.
يقع الملك ثيودريك في يد بابين الثاني. هذا يحرمه تمامًا من كل سلطة اتخاذ القرار ويجبره على اتباعه إلى أستراسيا. في نيوستريا، يترك بابين نوردبيرت من نيوستريا، أحد أتباعه، لتوجيه شؤون نيوستريا.
تزوج من كلوتيلدا ابنة أنسيجيسيل والقديسة بيجا من لاندين.
كان لديهم الأطفال التالية أسماؤهم:
- كلوفيس الرابع، ملك (677-694)
- شيلدبرت الثالث، ملك (678 / 79-711)

تزوج أمالبيرج (سانت أمالابيرجا) قبل عام 674، ابنة واندريغيزيس وفراهيلد.
ربما كان والدًا لـ:
- كلوفيس الثالث، ملك أستراسيا (حكم 675-676)

## وفاته ودفنه
توفي ثيودريك بعد بضع سنوات في عام 691. وترك ولدين، كلوفيس وتشيلديبرت، اللذين أنجبتهما الملكة كلوتيلد. وخلفه ابنه الأكبر كلوفيس الرابع.
دُفن في دير سانت فاست في أراس الذي كان قد اغتسل به بخدماته. بعد التأكد من وصاية ابنهما انضمت إليه زوجته كلوتيلد في القبر الذي بني عليه ضريح رائع في القرن الثالث عشر. وتم الحفاظ عليها حتى منتصف القرن الثامن عشر. في الواقع وفي عام 1747، مثل الآخرين، تم إنزال القبر في الأقبية ولم يتم العثور عليه مطلقًا.

## الفهرس
- Fouracre، Paul؛ Gerberding، Richard A. (1996). Late Merovingian France: History and Hagiography, 640-720. Manchester University Press. ISBN:978-0-7190-4791-6. مؤرشف من الأصل في 2022-03-29.
- Fouracre، Paul J. (2018). Nicholson، Oliver (المحرر). Theuderic III. Oxford University Press. {{استشهاد بموسوعة}}: الوسيط غير المعروف |معجم= تم تجاهله (مساعدة)
- Frassetto، Michael (2013). Early Medieval World, The: From the Fall of Rome to the Time of Charlemagne. ABC-CLIO. ج. One, A–M.
- Verseuil, Jean (1996). Les rois fainéants: De Dagobert à Pépin le Bref (629-651) (بالفرنسية). Paris: Critérion. pp. 179–199. ISBN:978-2-7413-0196-7. Archived from the original on 2022-03-29.
- Wallace-Hadrill، John Michael (1962). "V. Les rois faineants". The long-haired kings: and other studies in Frankish history. Methuen. ISBN:9780416255201. مؤرشف من الأصل في 2022-04-26.
- Wood، Ian (2014). The Merovingian Kingdoms 450 - 751. Routledge. ص. 221, 227, 362. ISBN:978-1-317-87116-3. مؤرشف من الأصل في 2022-04-26.
- Carlrichard Brühl; Theo Kölzer; Martina Hartmann (2001). Die Urkunden der Merowinger. Monumenta Germaniae historica., Diplomata regum Francorum e stirpe Merovingica. (بالألمانية واللاتينية). Hannover: Hahn. Vol. 2 vols. ISBN:978-3-7752-5464-9. Archived from the original on 2022-03-29.

| ثيودريك الثالث Merovingian Dynastyولد: 650s توفي: 691 |                                       |                    |
| سبقه شيلديريك الثاني                                  | King of Neustria and Burgundy 675–691 | تبعه كلوفيس الرابع |
| سبقه داجوبيرت الثاني                                  | King of Austrasia 679–691             | تبعه كلوفيس الرابع |
| شاغرآخر من حمل اللقب شيلديريك الثاني                  | King of the Franks 679–691            | تبعه كلوفيس الرابع |